# Maurice Bénichou
Maurice Bénichou (* 23. Januar 1943 in Tlemcen, Französisch-Algerien; † 14. Juni 2019) war ein französischer Schauspieler und Theaterregisseur.

## Leben
Maurice Bénichou arbeitete als junger Mann als Sänger in einem Straßencafé, als er von dem Schauspieler und Regisseur Marcel Maréchal für das Theater entdeckt wurde. Er war jahrelang festes Ensemblemitglied am Theater von Peter Brook.

## Filmografie (Auswahl)
- 1972: Der Aufruhr in den Cevennen (Les camisards)
- 1976: Ein Elefant irrt sich gewaltig (Un éléphant ça trompe énormément)
- 1977: Ein irrer Typ (L’animal)
- 1978: Straßen nach Süden (Les routes du sud)
- 1979: I wie Ikarus (I comme Icare)
- 1990: Hand aufs Herz (La fracture du myocarde)
- 1993: Der Geschmack der Frauen (Fausto)
- 1993: Die kleine Apokalypse (La petite apocalypse)
- 1994: Staatsauftrag: Mord (Les patriotes)
- 1998: Männer sind auch nur Frauen (L’homme est une femme comme les autres)
- 2000: Felix (Drôle de Félix)
- 2000: Wenn wir erwachsen sind (Quand on sera grand)
- 2001: Die fabelhafte Welt der Amélie (Le fabuleux destin d’Amélie Poulain)
- 2003: Wolfzeit (Le temps du loup)
- 2005: Caché
- 2005: Hotel Marysol (Le passager)
- 2007: Le Candidat
- 2008: Das Geheimnis der Geisha (Inju, la bête dans l’ombre)
- 2008: So ist Paris (Paris)
- 2009: Spielsüchtig (La tueuse)
- 2011: Die Katze des Rabbiners (Le chat du rabbin)
- 2011: Omar – Ein Justizskandal (Omar m’a tuer)

## Auszeichnungen (Auswahl)
- 1989: Nominierung für den Theaterpreis Molière als Bester Regisseur mit dem Stück Une Absence
- 2013: Offizier der Ehrenlegion